# Dečja vas pri Zagradcu
Dečja vas pri Zagradcu – wieś w Słowenii, w gminie Ivančna Gorica. W 2018 roku liczyła 65 mieszkańców.